# Microrregión de Ourinhos
La microrregión de Ourinhos es una de las microrregiones del estado brasilero de São Paulo perteneciente a la mesorregión Assis. Su población fue estimada en 2006 por el IBGE en 294.902 habitantes y está dividida en dieciocho municipios. Posee un área total de 5.568,472 km².

## Municipios
- Bernardino de Campos
- Canitar
- Chavantes
- Espírito Santo do Turvo
- Fartura
- Ipaussu
- Manduri
- Óleo
- Ourinhos
- Piraju
- Ribeirão do Sul
- Salto Grande
- Santa Cruz do Rio Pardo
- São Pedro do Turvo
- Sarutaiá
- Taguaí
- Tejupá
- Timburi

- Datos: Q2463879